# Ulica 3 Maja w Sanoku
Ulica 3 Maja w Sanoku – ulica w dzielnicy Śródmieście miasta Sanoka.
Biegnie od zbiegu ulicy Tadeusza Kościuszki i ulicy Jagiellońskiej do południowo-zachodniego narożnika rynku. Mierzy 170 m długości. Obecnie pełni funkcję deptaka, na którym zachowała się XIX w. zabudowa miejska.

## Nazwy ulicy
Pierwotnie arteria została wytyczona w czasach monarchii Austro-Węgierskiej pod nazwą Ulica Nowej Rady w wyniku zbiorczej decyzji władz miasta z 16 czerwca 1867 podczas urzędowania burmistrza Sanoka, Erazma Łobaczewskiego. Jej położenie wyznaczono od rynku do domu Ramera. W kolejnych latach w obszarze ulicy powstawały punkty handlowe i sklepy (dotychczas skupione na placu św. Michała i sanockim rynku.
Na wniosek radnego dr. Jana Gawła uchwałą Rady Miejskiej z 20 kwietnia 1891 ulicę Nowej Rady przemianowano na ulicę 3 Maja dla uczczenia setnej rocznicy uchwalenia Konstytucji 3 Maja z 1791. W latach 30. II Rzeczypospolitej ulica zapisywana była „Trzeciego Maja”. Podczas II wojny światowej w okresie okupacji niemiecka w Polsce 1939–1945 ulica działała jako 3 Mai Strasse oraz Adolf Hitler Strasse. Następnie w okresie PRL funkcjonowała pod nazwą Ulicy 22 Lipca do 1991. W grudniu 1989 w uchwale Miejskiej Rady Narodowej zapisano, aby ulicę 22 Lipca przemianować na ulicę Konstytucji 3 Maja.

## Historia

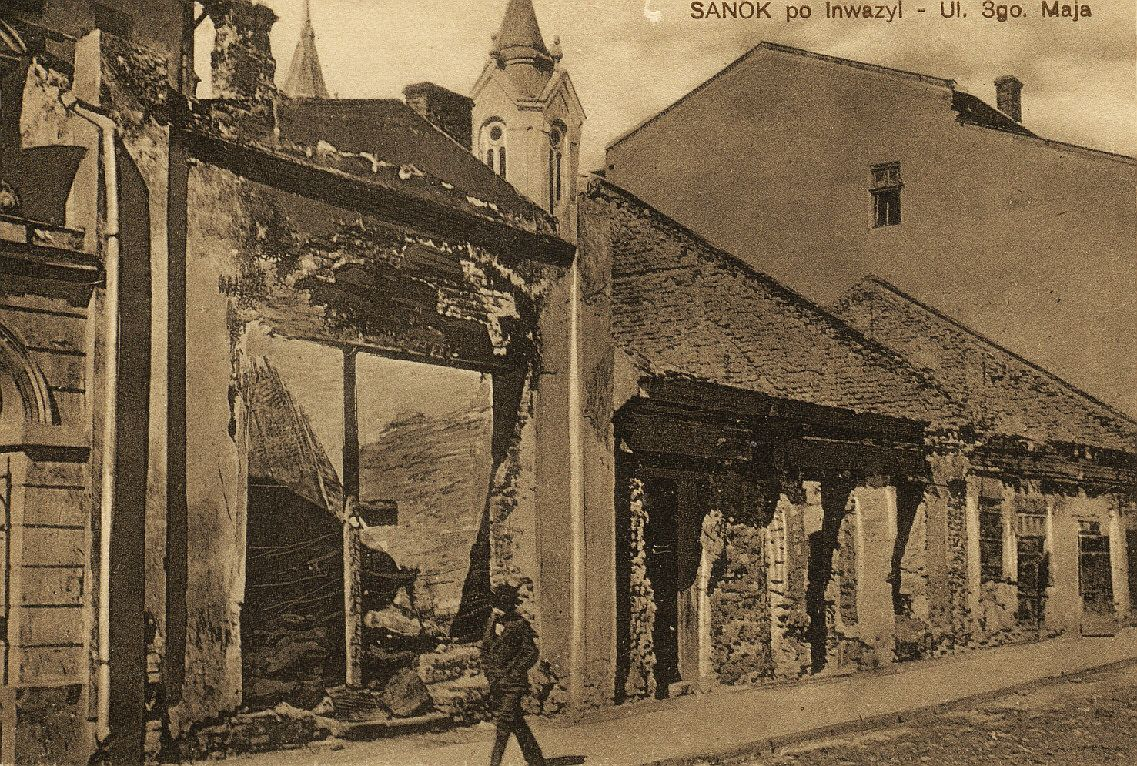
Spalone sklepy po przejściu wojsk rosyjskich w 1915

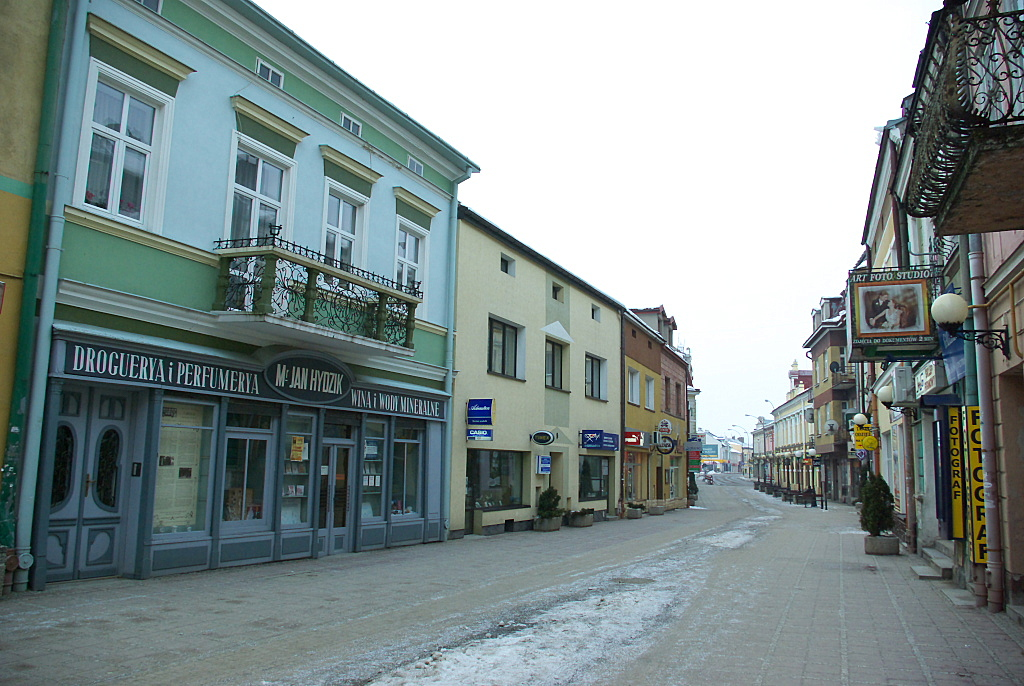
Widok na część południową ulicy. Po lewej sklep Jana Hydzika

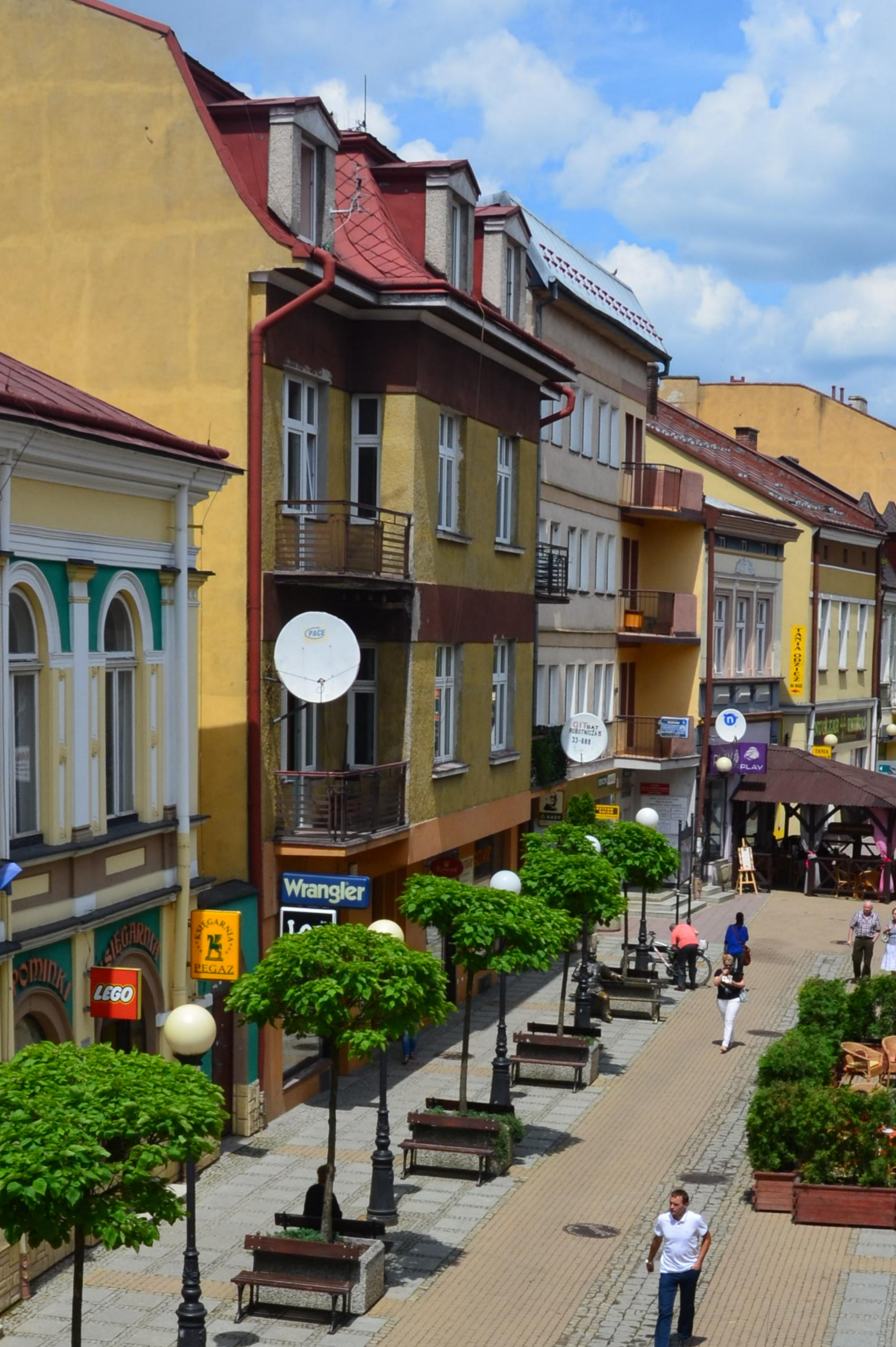
Widok ulicy 3 Maja od strony południowej

Od średniowiecza była to ulica wiodący od zamku przez rynek do Przedmieścia sanockiego i bramy miejskiej pod wałem zwanym Bramą Węgierską, przylegająca do traktu na Węgry w kierunku Leska i Zagórza, a obecnie do drogi krajowej nr 84.
W przeszłości w miejscu ulicy leżały parcele istniejącego wówczas kościoła szpitalnego św. Ducha i Dziewicy Marii oraz placu o tej samej nazwie (obecnie w tym miejscu od strony południowej znajduje się kamienica Ramerówka) oraz działek miejskich przylegających do obecnego placu św. Michała.
Fragmenty murów bramy węgierskiej (wzmiankowanej w XVII w.), przy której usytuowany był kościół szpitalny archeolodzy zlokalizowali - podczas rewitalizacji deptaku - na wprost apteki dr. Aleksandra Czarniawego w miejscu gdzie obecnie znajduje się „ławeczka Szwejka”.
W dniu 10 maja 1872 pożar strawił rynek i dzisiejszy teren ulicy. Spłonęła wówczas prawie trzecia część miasta i ponad 30 budynków. Wkrótce, 23 maja miał miejsce następny, dewastujący pożar kościoła franciszkanów. Spaliły się wówczas dwie równoległe ulice, w tym około 40 budynków. W tym samym roku dokonano zasadniczej przebudowy klasztoru, kościoła oraz budynków przylegających do rynku. Pierwotnie ulica została wytyczona przez władze miejskie po przebudowie miasta w 1786].
W okresie zaboru austriackiego w ramach autonomii galicyjskiej na przełomie XIX/XX wieku ulicę zamieszkiwała w zdecydowanej większości ludność żydowska. W 1915 podczas inwazji rosyjskiej na Galicję kamienice i żydowskie sklepy przy tej ulicy zostały kompletnie spalone.
6 marca 1930 na obszarze ulic 3 Maja i Piłsudskiego oraz placu św. Michała i rynku miało miejsce zbiorowe wystąpienie bezrobotnych (doszło wówczas do starć z policją i wojskiem), które przeszło do historii jako Marsz Głodnych. 
W 1938, 1939 do numeru 19 byli przypisani: sklep obuwniczy „Bata”, lekarz dr Lerner Eisig, dentystka Jadwiga Dorosz, adwokat dr Jakub Appel oraz mieścił się Żydowski Klub Towarzyski.
W latach 1940–1941 dokonano zmian w elewacjach kamienic, zdemontowano drewniane witryny sklepów i restauracji żydowskich.
Na czas od 2001 zaplanowano w centrum Sanoka prace remontowe i zmierzające do przebudowy, w tym rynku. Prace remontowe i modernizacyjne trwały od listopada 2001, w ramach których ulica została odremontowana i zamieniona w deptak (określony jako „królewski”), którego oficjalne otwarcie nastąpiło 27 lipca 2002. Po rewitalizacji arteria została wyłączona z publicznego ruchu drogowego, wybrukowana, wyposażona w ławeczki.
Rzymskokatoliccy mieszkańcy ulicy (numery parzyste) podlegają parafii Przemienienia Pańskiego.

## Zabudowa ulicy
Zabudowę ulicy tworzą obecnie piętrowe kamienice mieszczańskie, głównie eklektyczne XVIII i XIX w. Pośród nich jest szereg obiektów o charakterze secesyjnym zdobionych kutymi balustradami balkonów. Nieliczne kamienice zachowały oryginalne, drewniane witryny z przełomu XIX i XX w. Od skrzyżowania z ulicą Franciszkańską prowadzi kierunek do klasztoru franciszkanów. Przy ulicy mieszczą się sklepy, kawiarnie, ciastkarnie i restauracje.
W 1972 obiekty pod ówczesnymi numerami 1, 2, 3, 4, 5, 7 ulicy 22 Lipca zostały włączone do uaktualnionego wówczas spisu rejestru zabytków Sanoka. Do gminnego rejestru zabytków miasta Sanoka, opublikowanego w 2015, zostały wpisane budynku pod numerami 1, 2, 3, 4, 5, 6, 7, 10, 14, 15, 18, 21, 23 ulicy.
- Kamienica pod numerem 1. Wybudowana przez żydowską rodzinę Osterjung[29]. Do początku lat 30. budynek był pod numerem 29[30]. Przed 1939 w budynku działał sklep wielobranżowy prowadzony przez Salima Salika[31]. W 1947 pod adresem zamieszkiwał Moses Willner[32]. Obiekt zabytkowy (1972)[27]. Wpisany do gminnego rejestru zabytków miasta Sanoka, opublikowanej w 2015[28].
- Kamienica pod numerem 2. W 1935 pod tym adresem był przypisany Jakub Babad[33]. Obiekt zabytkowy (1972)[27]. W okresie PRL pod adresem ul. 22 Lipca 2 działał bar mleczny[12]. Od 1995 mieści się w nim Oddział PTTK „Ziemia Sanocka” w Sanoku. 24 października 2009 na północnej fasadzie budynku została odsłonięta tablica pamiątkowa, na której inskrypcja głosi: 1929-2009. Założycielom działaczom oddziału Polskiego Towarzystwa Tatrzańskiego i Polskiego Towarzystwa Turystyczno-Krajoznawczego zasłużonym dla rozwoju sanockiej turystyki. 24 października 2009 Zarząd i członkowie O/PTTK Ziemia Sanocka w Sanoku[34]. Budynek wpisany do gminnego rejestru zabytków miasta Sanoka, opublikowanej w 2015[28].
- Kamienica pod numerem 3. Budynek wpisany do gminnego rejestru zabytków miasta Sanoka[27][35][28].
- Kamienica pod numerem 4. Obiekt zabytkowy (1972)[27]. Budynek wpisany do gminnego rejestru zabytków miasta Sanoka, opublikowanego w 2015[28].
- Kamienica pod numerem 5. Obiekt zabytkowy (1972)[27]. Budynek wpisany do gminnego rejestru zabytków miasta Sanoka, opublikowanego w 2015[28], jednak nie został objęty rejestrem konserwatorskim, w związku z czym mógł został odremontowany i przebudowany na przełomie 2013/2017[36].
- Kamienica pod numerem 6. W 1938 do numeru był przypisany Jakub Tieger[37]. Budynek wpisany do gminnego rejestru zabytków miasta Sanoka, opublikowanej w 2015[28].
- Kamienica pod numerem 7. Od 1910 sklep pod szyldem „Mgr. Jan Hydzik. Droguerya i perfumerya – wina i wody mineralne”[38]. Obiekt zabytkowy (1972)[27]. Budynek wpisany do gminnego rejestru zabytków miasta Sanoka, opublikowanego w 2015[28].
- Budynek pod numerem 9.
- Kamienica pod numerem 10. Na początku lat 30. do tego adresu był przypisany lekarz dr Herman Gruber[39] (wcześniej pod numerem 91)[30]. W 1938 do tego numeru była przypisana Polsko-Amerykańska Kasa Kredytowa[19]. Budynek wpisany do gminnego rejestru zabytków miasta Sanoka, opublikowanej w 2015[28].
- Budynek pod numerem 11.
- Kamienica pod numerem 12.
- Kamienica pod numerem 14. Budynek wpisany do gminnego rejestru zabytków miasta Sanoka, opublikowanej w 2015[28].
- Kamienica pod numerem 15. Do 1939 funkcjonowała w niej restauracja i pokoje do śniadań, którą prowadził Maurycy Dampf[39][40][41] (według innego źródła pod numerem 1[42]). W okresie PRL pod adresem ul. 22 Lipca 15 działała restauracja „Jubileuszowa”[12]. Później swoje siedziby objęły w niej Podkarpacka Fundacja Rozwoju Kultury, Liga Obrony Kraju, restauracje. Budynek wpisany do gminnego rejestru zabytków miasta Sanoka, opublikowanego w 2015[28].
- Budynek pod numerem 16, wzniesiony w latach 60. XX wieku. Budynek, stanowiący Dom Nauczyciela[12], oddano do użytku 3 grudnia 1965[43] (według innego źródła w 1968[44]). Od 15 kwietnia 1966 funkcjonowało w nim biuro zarządu oddziału Związku Bojowników o Wolność i Demokrację w Sanoku[45]. W 2008 budynek został przekazany przez Radę Miasta Sanoka w użytkowanie wieczyste na rzecz Związku Nauczycielstwa Polskiego[46].
- Budynek pod numerem 17. Mieści się w nim „Apteka Pod Orłem”, której współwłaścicielem został dr Aleksander Czarniawy[47][48][49].
- Kamienica pod numerem 18. W 1990 pod adresem ulicy 22 Lipca 18 działał oddział PTTK w Sanoku[12][50]. Przed budynkiem jedna z ławek na deptaku ulicy została zaadaptowana na pomnik-ławeczkę Józefa Szwejka, który został odsłonięty 6 czerwca 2003[51]. Budynek wpisany do gminnego rejestru zabytków miasta Sanoka, opublikowanej w 2015[28].
- Kamienica pod numerem 21. Budynek wpisany do gminnego rejestru zabytków miasta Sanoka, opublikowanej w 2015[28].
- Kamienica pod numerem 23, tzw. „Weinerówka”. Budynek wpisany do gminnego rejestru zabytków miasta Sanoka, opublikowanego w 2015[28].

Wcześniejsza numeracja
- Numer 88 ulicy – w 1879 zamieszkiwał w nim Eisig Herzig[52].
- Numer 97 ulicy – w 1935 do tego adresu był przypisany Natan Rauch, prowadzący skład ubrań męskich, damskich i dziecinnych oraz płaszczy gumowych[53].

Inne
- W 1911 przy ulicy urzędował lekarz dr Samuel Herzig[54].
- Przed 1939 przy ul. Tadeusza Kościuszki kancelarię adwokacką prowadził dr Wasyl Bławacki[55].

## Odniesienia w kulturze masowej
Nieopodal ulicy 3 Maja znajdują się opisywane w powieści Jaroslava Haška miejsca: gimnazjum miejskie, gdzie węgierscy żołnierze zatruli się formaliną z preparatów zoologicznych, filia banku wiedeńskiego na rynku i hotel „Pod Różą”, w którym miał się mieścić dom uciech. W Sanoku Szwejk otrzymał polecenie sprowadzenia porucznika Duba z pewnego przybytku o wątpliwej reputacji. Udając się z rozkazem ze sztabu Żelaznej Brygady przy rynku prawdopodobnie przechodził przez ulicę 3 Maja kierując się do hotelu pod „Trzema Różami”.
Pisarz Kalman Segal w swojej powieści pt. Nad dziwną rzeką Sambation, napisanej w 1955 i wydanej w 1957, określał ulicę 3 Maja jako ulicę Bogatych Sklepów.
Po przejściu kilku metrów od ławeczki Szwejka po stronie lewej duża kamienica z witryną oddziału banku SKOK, miejsce zatrudnienia Bartłomieja Rychtera autora powieści kryminalnej Złoty Wilk. Autor przedstawił w niej fantastyczne wydarzenia jakie rozegrały na przyległej ulicy w roku 1896. Pod murem klaszturu zostają przypadkowo znalezione zwłoki rajcy miejskiego ze ślady wilczych kłów na gardle.  Rychter prowadząc czytelnika wąskami uliczkami Sanoka wiernie oddał w powieści dziewiętnastowieczne realia prowincjonalnego miasteczka w Galicji.
Związany z Sanokiem poeta Jan Szelc napisał w 2003 wiersz pt. Deptak sanocki, wydany w tomiku poezji pt. Odmawiam góry.